# Borovak pri Polšniku
Borovak pri Polšniku – wieś w Słowenii, w gminie Litija. W 2018 roku liczyła 17 mieszkańców.